# 上栗県
上栗県（じょうりつ-けん）は中華人民共和国江西省萍郷市に位置する県。

## 行政区画
- 鎮:上栗鎮、桐木鎮、金山鎮、福田鎮、彭高鎮、赤山鎮
- 郷:鶏冠山郷、長平郷、東源郷、楊岐郷

## 交通

### 鉄道
- 中国鉄路総公司
  - 滬昆旅客専用線
    - 萍郷北駅

### 道路
- 高速道路
  - 滬昆高速道路
  - S38 昌栗高速道路
  - 上蓮高速道路
- 国道
  - G319国道